# غفور قجاوند
امیر سرتیپ دوم خلبان غفور قجاوند، متولد 14 اردیبهشت 1335 در روستای بتلیجه از توابع شهرستان فریدن بود. وی از خلبانان گردان ترابری نیروی هوایی ارتش جمهوری اسلامی ایران بود . او حین مراجعت از مأموریت قرقیزستان در سانحه هوایی بوئینگ 707نهاجا در تاریخ 24دی‌ماه 1397در فرودگاه پیام استان البرز درگذشت.

## پیشینه
سرتیپ خلبان غفور قجاوند، چهاردهم اردیبهشت‌ سال 1335در روستای بتلیجه از توابع شهرستان فریدن استان اصفهان متولد شد.وی دوران تحصیلی خود را تا متوسطه در همین روستا طی کرد اما بنا به مهاجرت خانواده خویش به تهران وی تحصیلات خود را در دبیرستان خورشید منطقه نارمک در سال 1354 در رشته ریاضی به پایان رسانید.
وی در سال 1355 وارد دانشکده افسری ارتش شد و در ادامه برای طی کردن دوره تکمیلی تحصیل به ایالات متحده اعزام شد و تا سال 1357 در آمریکا باقی ماند. پس از انقلاب وی به ایران مراجعت نموده و در گردان های ترابری نیروی هوایی مشغول گشت . وی در جنگ ایران عراق تا سال 1365 در 100 ماموریت ترابری شرکت داشت.پس از آغاز جنگ داخلی سوریه وی ماموریت های پشتیبانی را از سر گرفت.

## درگذشت
پس از اعمال تحریم های آمریکا علیه ایران  در سال ۱۳۹۷ نیروی هوایی ارتش ماموریت ترابری برخی اقلام مورد نیاز مردم را بر عهده گرفت که یکی از آنها واردات گوشت از کشور های شرقی بود.او حین مراجعت از مأموریت قرقیزستان در سانحه هوایی بوئینگ 707نهاجا در روز 24دی‌ماه 1397 در فرودگاه پیام استان البرز درگذشت.
مقبره وی در قطعه 50 گلزار شهدای بهشت زهرای تهران قرار دارد.

## جایزه‌ها و نشان‌های افتخار
این بخش شامل نشان‌ها و جایزه‌های رسمی غفور قجاوند است، که بر روی لباس همسان او نصب می‌شود، ولی جایزه‌های غیرنظامی و غیررسمی را در برنخواهد داشت.

### آرم‌ها
| آرم‌های سینه |     |                         |
|             | آجا | دانشگاه فرماندهی و ستاد |

| آرم‌های بازو |
| نهاجا       |

### نوار نشان‌ها
|  |  |  |
|  |  |  |
|  |  |  |
|  |  |  |

### نام نشان ها
| نشان ورزش              |              |            |
| ---------------------- | ------------ | ---------- |
| نشان دانش              | نشان لیاقت   | نشان لیاقت |
| دوره سوم دانشگاه افسری | دوره دافوس   | دوره دافوس |
| دوره دوم دانشگاه افسری | دوره مقدماتی | دوره عالی  |